# After the Love
After the Love (englisch für „Nach der Liebe“) ist ein Lied des deutschen Danceprojekts R.I.O., das im Juli 2009 erschien.

## Entstehung und Veröffentlichung
Das Lied wurde von den beiden R.I.O.-Mitgliedern Manuel Reuter (Manian) und Yann Pfeifer (Yanou) getextet, komponiert sowie produziert. Beim Schreibprozess bekam das Duo Unterstützung durch Andres Ballinas.
Die Erstveröffentlichung von After the Love erfolgte als Single am 10. Juli 2009 bei Zooland Records. Diese erschien als digitale Maxi-Single mit diversen Remixen (Katalognummer: ZD053). Am 19. Februar des Folgejahres erschien das Lied als Teil von R.I.O.s Debütalbum Shine On, dessen vierte Singleauskopplung es ist.

## Musikvideo
Das dazugehörige Musikvideo wurde am 25. Juni 2025 auf der Videoplattform YouTube veröffentlicht. Es zeigt Tony T., der Sänger des Projekts, mit seiner Freundin und einigen anderen auf einem Schiff unterwegs. Sie machen Musik, werfen sich gegenseitig ins Wasser oder sonnen sich in Liegen aus Fischernetzen. Bis Juli 2025 zählte das Video über 18,7 Millionen Aufrufe auf dem Portal.

## Chartplatzierungen
| ChartsChartplatzierungen | Höchstplatzierung | Wochen |
| ------------------------ | ----------------- | ------ |
| Deutschland (GfK)        | 65 (4 Wo.)        | 4      |
| Österreich (Ö3)          | 41 (2 Wo.)        | 2      |